# Eugène Millet
Eugène Millet (París, 21 de mayo de 1819 -  Cannes (Alpes-Maritimes), 20 de febrero de 1879) fue un importante arquitecto francés del siglo XIX. 
Estudiante de la Escuela de Bellas Artes y discípulo de Henri Labrouste y Eugène Viollet-le-Duc.
En 1847 fue nombrado adjunto de Viollet-le-Duc y en 1849, arquitecto del Servicio. Fue arquitecto diocesano de Troyes, Chalons, Reims, Clermont, Moulins. Sus principales trabajos son los siguientes: iglesias de Souvigny y Ebreuil (Allier), Paray-le Monial y Châteauneuf (Saône-et-Loire), Saint-Pierre-en Lisieux (después de Danjoy), Iglesia de Saint-Benoît-sur-Loira (después de Delton), el Château de Saint-Germain-en-Laye (1859-1879), la iglesia de Boulogne (Sena) y Mareuil-Marly (Seine-et-Oise), San Quiriace en Provins, etc. 
Fue responsable de la restauración, a partir de la década de 1860, del castillo de Saint-Germain-en-Laye y su transformación en museo.
El 6 de agosto de 1863 fue nombrado miembro de la Comisión de Monumentos Históricos en sustitución de Auguste Caristie, fallecido el año anterior.
Nombrado en 1872, con acuerdo de la Ciudad de París, para dirigir la restauración de Saint-Pierre de Montmartre, fue simultáneamente arquitecto diocesano y como tal se ocupó de restauraciones en las catedrales de Troyes, Chalons, Mills (donde sucede a Lassus) , Reims (donde sucede a Viollet-le-Duc), e inspector general de edificios de culto. Murió en Cannes pero su tumba se halla en Saint-Germain-en-Laye, donde desarrolló su mayor obra; esta tumba es la última obra de Viollet-le-Duc, que moriría en septiembre del mismo año.